# Zelotes azsheganovae
Zelotes azsheganovae este o specie de păianjeni din genul Zelotes, familia Gnaphosidae, descrisă de Sergei L. Esyunin și Viktor E. Efimik în anul 1992. Conform Catalogue of Life specia Zelotes azsheganovae nu are subspecii cunoscute.